# 楊集瀛
楊集瀛（1890年—1968年4月8日），字曉舟，一字筱舟。甘肅省秦州直隸州北鄉石佛鎮下街楊家老院人。民國37年（1948年）在甘肅省第四選區當選第一屆立法委員

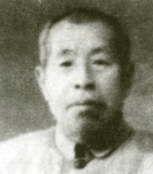
老年的楊集瀛

## 生平[1]
- 先生幼年啟蒙於楊家書房院，既長，隨父親潤身公遊學北京讀書。先後就學於北平私立廣西中學、蘭州高等學堂附中、北京國民大學預科班
- 1914年，考入天津北洋大學法科
- 1920年，畢業於北洋大學，旋即返回故鄉，先後受聘於天水省立第六師範、天水省立第三中學、銀川第八師範和第五中學，任英文教員
- 1923年3月，任天水省立第三中學校長
- 1926年2月，調任甘肅公立法政專門學校教務主任。1927年3月，任校長。隨又兼任蘭州中山大學籌備委員。到1934年，楊集瀛一直任蘭州大學教務長
- 中國國民黨甘肅省黨部委員，1931年，中國國民黨甘肅省黨務整理委員會委員，曾代理書記長十四次
- 國民印刷局經理、《國民日報》社長
- 甘肅省政府社會處處長
- 民國37年，當選立法委員，曾出席第一屆立法院第一會期農林及水利委員會、社會委員會、法制委員會
- 1949年後，任職天水市政協，被聘為甘肅省文史館館員
- 1968年4月8日，先生病逝於天水城寓所，歸葬於三陽川石佛鎮祖塋